# Le Pigeon noir
Pour les articles homonymes, voir Pigeon (homonymie).
Le Pigeon Noir est un restaurant une étoile  Michelin situé à Uccle, en Belgique.

## Étoiles Michelin
- depuis 2015

## Gault et Millau
- 15/20